# Kahle Scheinhasel

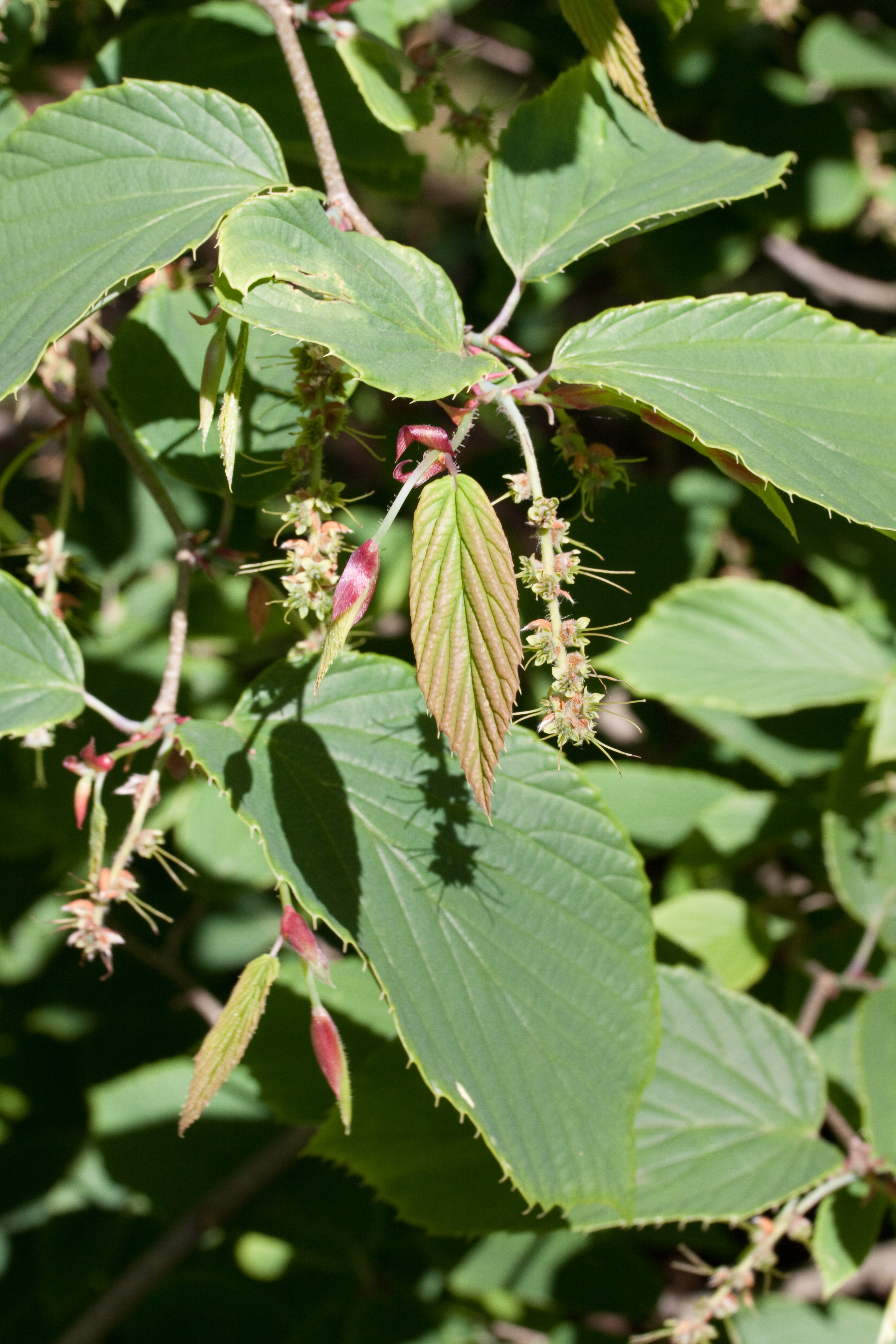
Blätter

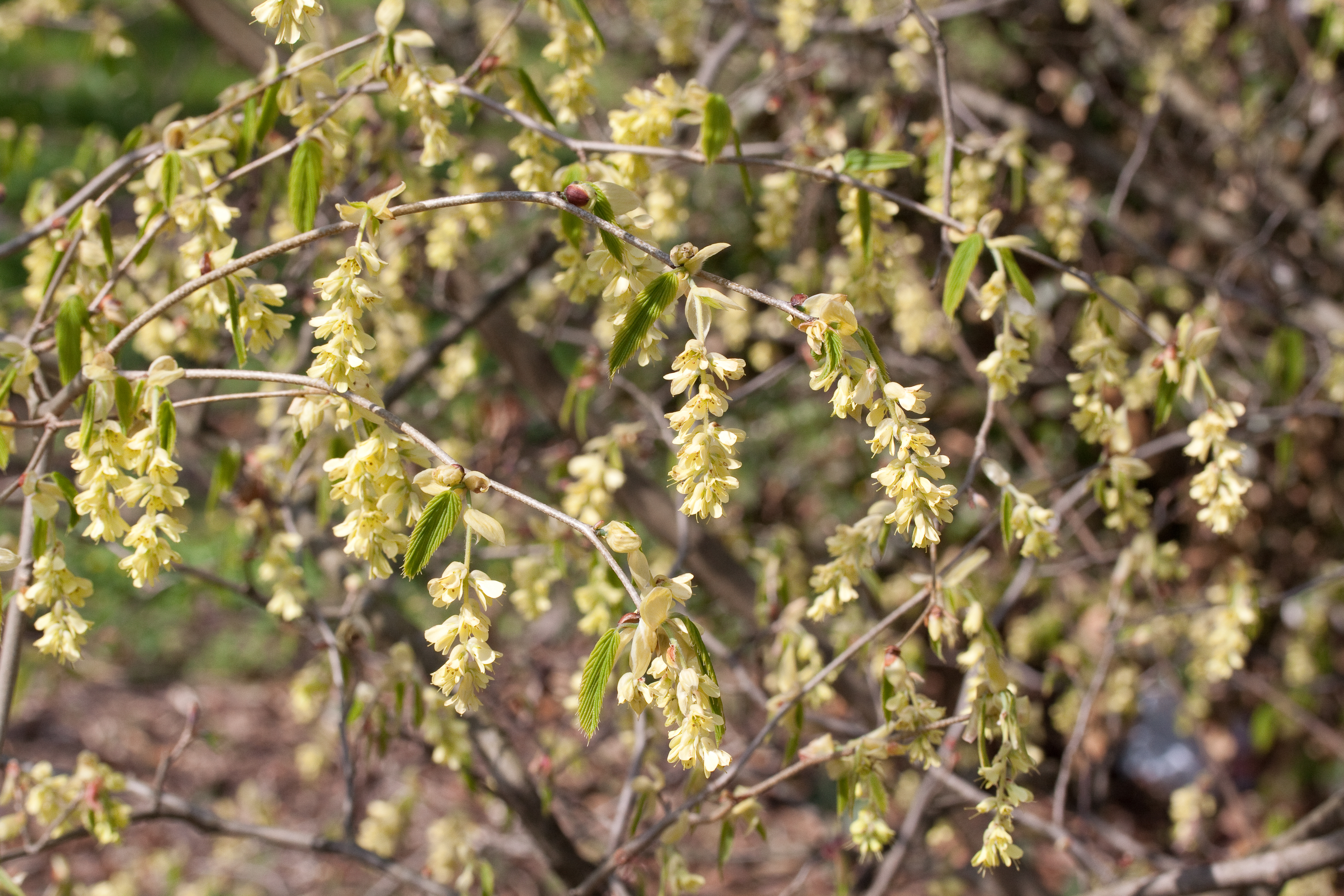
Zweig mit Blättern und Blütenständen

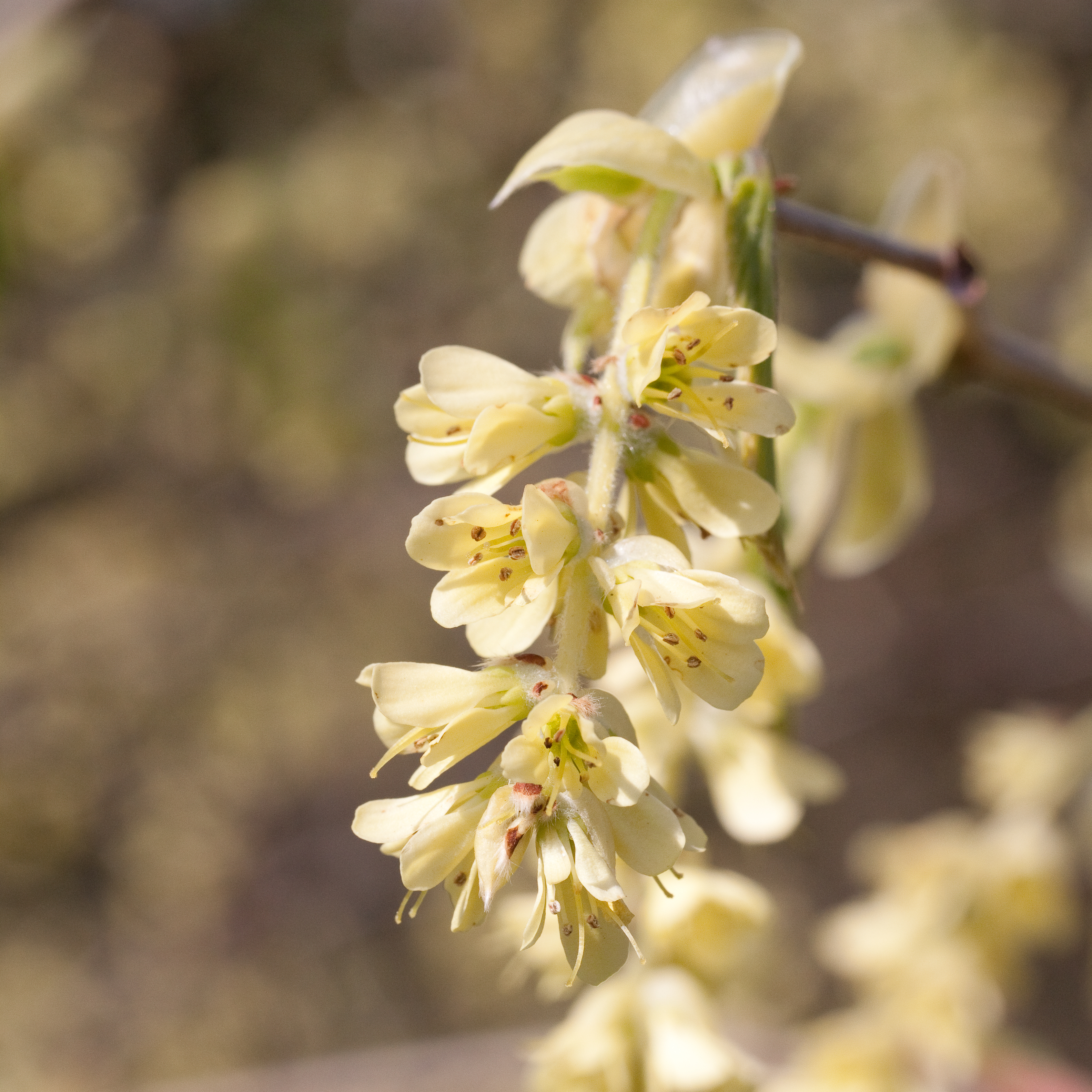
Blütenstand

Die Kahle Scheinhasel oder Kahle Blumenhasel (Corylopsis glabrescens) ist ein großer, hellgelb blühender Strauch aus der Familie der Zaubernussgewächse (Hamamelidaceae). Das natürliche Verbreitungsgebiet der Art liegt in Japan. Sie wird manchmal als Zierstrauch verwendet.

## Beschreibung
Die Kahle Scheinhasel ist ein bis zu 6 Meter hoher Strauch mit kahlen Trieben. Die Laubblätter sind in Blattstiel und Blattspreite gegliedert. Der Stiel ist 1,5 bis 3 Zentimeter lang und dünn. Die Blattspreite ist einfach, 3 bis 8 Zentimeter lang, breit eiförmig, plötzlich zugespitzt, mit herzförmiger Basis und buchtig gezähntem Blattrand mit borstig zugespitzten Zähnen. Es werden bis zu zwölf Nervenpaare gebildet. Die Blattunterseite ist blaugrün und anfangs spärlich sternharig.
Die Blütenstände sind 2 bis 3,5 Zentimeter lange Ähren und einer mehr oder weniger kahlen Blütenstandsachse. Die basalen Tragblätter sind rötlich grün; die Tragblätter der Einzelblüten sind glänzend flaumig behaart. Die hellgelben Kronblätter sind 7 bis 8 Millimeter lang. Die Staubblätter sind purpurn bis gelb, die Griffel grün. Die Kahle Scheinhasel blüht im April. Die Früchte sind kahl und 6 bis 8 Millimeter dick.

## Vorkommen und Standortansprüche
Das natürliche Verbreitungsgebiet liegt in Japan auf den Inseln Honshū (Mitte und Westseite), Kyushu und Shikoku und im Süden der Koreanischen Halbinsel. Die Kahle Scheinhasel wächst in kühlfeuchten Wäldern auf durchlässigen, frischen bis feuchten, sauren bis neutralen, sandig- oder kiesig-humosen, mäßig nährstoffreichen Böden an licht- bis halbschattigen Standorten. Die Art ist wärmeverträglich und meist frosthart. Sie meidet Böden mit höherem Kalkgehalt.

## Systematik
Die Kahle Scheinhasel (Corylopsis glabrescens) ist eine Art aus der Gattung der Scheinhaseln (Corylopsis) in der Familie der Zaubernussgewächse (Hamamelidaceae). Dort wird sie der Tribus Corylopsideae in der Unterfamilie Hamamelidoideae zugeordnet. Adrien René Franchet und Paul Amédée Ludovic Savatier haben die Art 1878 erstbeschrieben. Der Gattungsname Corylopsis leitet sich von Corylos, dem Gattungsnamen der Haseln, und vom griechischen Wort „opsis“ für „Aussehen“ ab. Er entspricht damit dem deutschen Namen Scheinhaseln und verweist auf die Ähnlichkeit von Laubblättern und Blütenständen mit denen der Haseln. Das Artepitheton glabrescens stammt aus dem Lateinischen und bedeutet „kahl werdend“.

## Verwendung
Die Kahle Scheinhasel wird selten wegen der dekorativen und duftenden Blüten und der eindrucksvollen Herbstfärbung als Zierstrauch verwendet.

## Nachweise